# 日本味噌
日本味噌株式会社（にほんみそ）は、横浜市神奈川区に所在する食品会社。横浜市で唯一の味噌メーカーである。

## 歴史
1885年（明治18年）6月、米穀商上総屋の中村清蔵は、東京市深川区深川佃町にて味噌の醸造を始める。1919年（大正8年）12月には会社組織に改め、資本金700万円で日本味噌株式会社を設立した。1920年に東京醸造株式会社を買収したことで、それまでの深川佃町・平井に本所表町と品川の工場が加わり月産50万貫の生産体制となったが、1923年の関東大震災で深川と本所の工場が焼失した。
1933年、田中覚造は横浜味噌株式会社を設立。横浜市中区山下町に工場を設けた。1938年、日本味噌と横浜味噌が合併。良質な水を求め、1961年に神奈川区三枚町に土地を取得。1964年7月に新工場が完成し、品川・平井と旧横浜工場を閉鎖し新工場での生産に切り替えた。1998年12月7日には、本社を東京都品川区から横浜工場内に移転した。横浜工場は新横浜駅にほど近い東海道新幹線・市道環状2号線沿いに位置し、新幹線の車窓からも看板が目立つ。

## 製品
「かねじょうみそ」の商標で販売を行う。江戸甘味噌の製造では最大手で、東京都地域特産品認証食品にも選ばれている。江戸甘味噌を使ったフリーズドライ味噌汁、業務用の焼肉のたれ、味噌カツ用ソース、豆豉醤など各種調味料類、ラーメン店向けの味噌ラーメンのタレなどの製造も行っている。戦前より神奈川県横浜で味噌の醸造を行っている企業として、神奈川県の地産地消原料を使用した味噌づくりを模索。津久井在来大豆と神奈川県産米麹を使用した味噌「津久井」は、かながわブランドに選定された。
毎月最終土曜には、横浜工場で直売を実施している。